# Accademia delle belle arti di Monaco di Baviera
L'Accademia delle belle arti di Monaco di Baviera (in tedesco Akademie der Bildenden Künste München) è situata nel quartiere di Maxvorstadt è considerata una delle più antiche e prestigiose in Germania.

## Storia

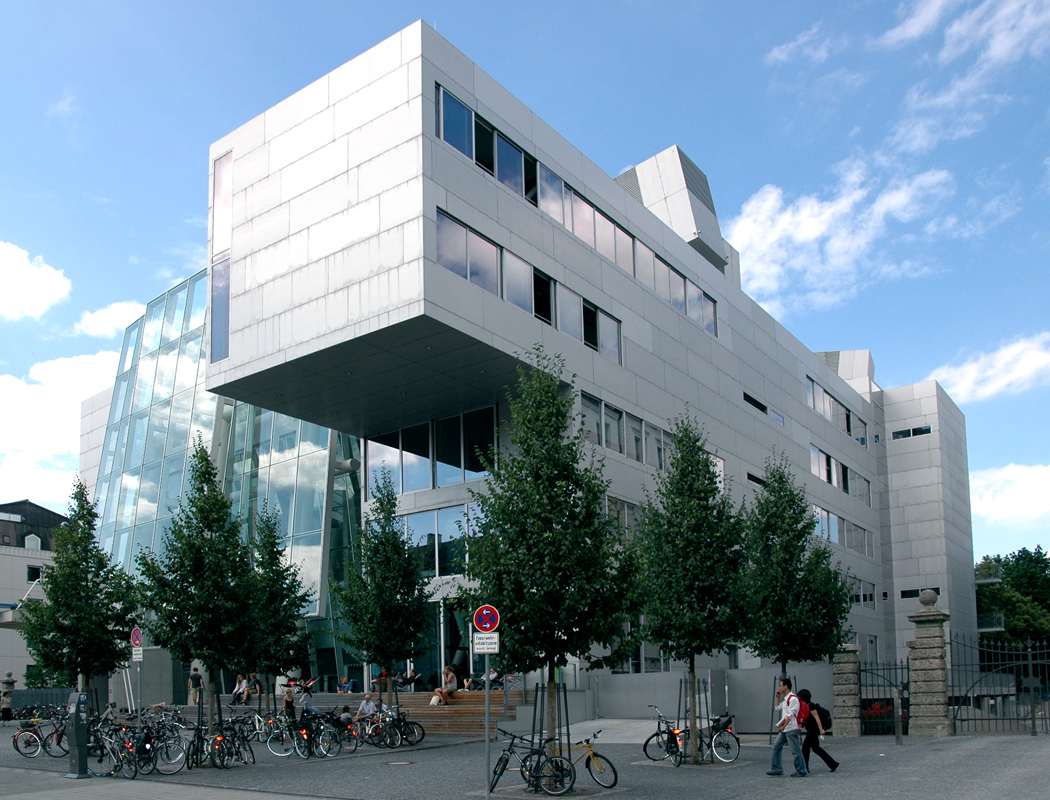
La parte moderna di Wolf D. Prix.

Fu fondata nel 1807 dal re Massimiliano I di Baviera come reale accademia di belle arti. Oltre a luogo di formazione fu anche luogo di aggregazione della prima generazione di pittori paesaggisti (Max Josef Wagenbauer, Joseph Wenglein, Johann Jakob Dorner der Jüngere, Simon Warnberger, Franz Xaver von Meixner, Hans Heyerdahl) furono stilisticamente i precursori dei più noti pittori della scuola di Monaco sviluppatasi successivamente.

## Edifici
L'edificio odierno in stile neorinascimentale veneziano fu costruito il 1875 da Gottfried von Neureuther. Nel 2005 si aggiunse un nuovo edificio decostruttivista costruito da Coop Himmelb(l)au.